# هوراشيو ولز
هوراشيو ولز (بالإنجليزية: Horatio Wells)‏ هو محامي وقاضي وسياسي أمريكي، ولد في 4 نوفمبر 1808، وتوفي في 8 أغسطس 1858. حزبياً، نشط في الحزب الديمقراطي.